# Adolf Wilbrandt
Adolf Wilbrandt (Rostock, 24 agosto 1837 – Rostock, 10 giugno 1911) è stato un drammaturgo e romanziere tedesco.

## Biografia
Wilbrant nacque a Rostock. Suo padre fu un professore presso l'Università di Rostock. Ricevette la prima educazione nella sua città natale, quindi entrò nell'università e si dedicò allo studio della legge. Ben presto abbandonò la legge a favore della filologia e della storia, e continuò questi studi a Berlino e Monaco. Dopo aver conseguito la laurea in filosofia, entra a far parte dello staff della Süddeutsche Zeitung di Monaco.
Viaggiò per un po' di tempo all'estero e nel 1871 si stabilì a Vienna, dove, due anni dopo, sposò l'attrice, Auguste Baudius. Nel 1881, Wilbrandt fu nominato direttore del teatro Hofburg, prendendo il posto di Franz Dingelstedt, un incarico che mantenne fino al 1887. In quest'anno tornò nella sua città natale, rimanendo attivamente impegnato nella produzione letteraria.
Wilbrandt si distingue sia come drammaturgo e romanziere. I suoi meriti furono riconosciuti dall'assegnazione del premio Grillparzer in due occasioni - nel 1895 per la tragedia Gracchus der Volkstribun, e nel 1890 per il suo poema drammatico Der Meister von Palmyra, mentre nel 1878 ricevette il premio Schiller per le sue produzioni drammatiche.

## Opere
- Tragedie
  - Arria and Messalina (1874)
  - Nero (1876)
  - Kriemhild (1877)
- Commedie
  - Unerreichbar (1870)
  - Die Maler (1872)
  - Jugendliebe (1873)
  - Der Kampf ums Dasein (1874)
- Opere drammatiche
  - Die Tochter des Herrn Fabricius (1883).

Tra i suoi romanzi più importanti:
- Fridolins heimliche Ehe (1875)
- Meister Amor (1880)
- Hermann Ifinger (1892)
- Der Dornenweg (1894)
- Die Osterinsel (1895)
- Die Rothenburger (1895)
- Hildegard Mahlmann (1897)

Pubblicò anche le traduzioni di Sofocle ed Euripide (1866), Gedichte (1894, 1889 e 1907) e un volume di Erinnerungen (1905).